# Gustave Moreau
Gustave Moreau (6. dubna 1826, Paříž – 18. dubna 1898, tamtéž) byl francouzský malíř, který používal především mytologické a biblické náměty.
Ve svých představách byl pronásledován Salome, dcerou Herodiaty, která nenáviděla Jana Křtitele.
Svým obrazem Zjevení inspiroval básníka Oscara Wilda. Na obraze je ústředním motivem useknutá Janova hlava.
Jeho dílu věnuje podstatnou část kapitoly V. ve své knize Naruby (A rebours, 1884) francouzský spisovatel Joris Karl Huysmans.
Symbol useknuté hlavy se objevuje i v jiných jeho dílech, například na obrazu Orfeus.

## Galerie

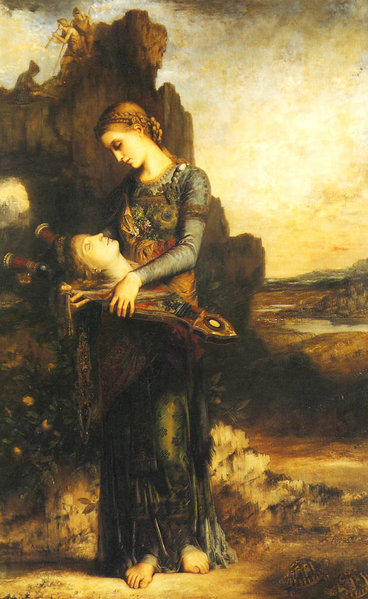
Orfeus, 1865
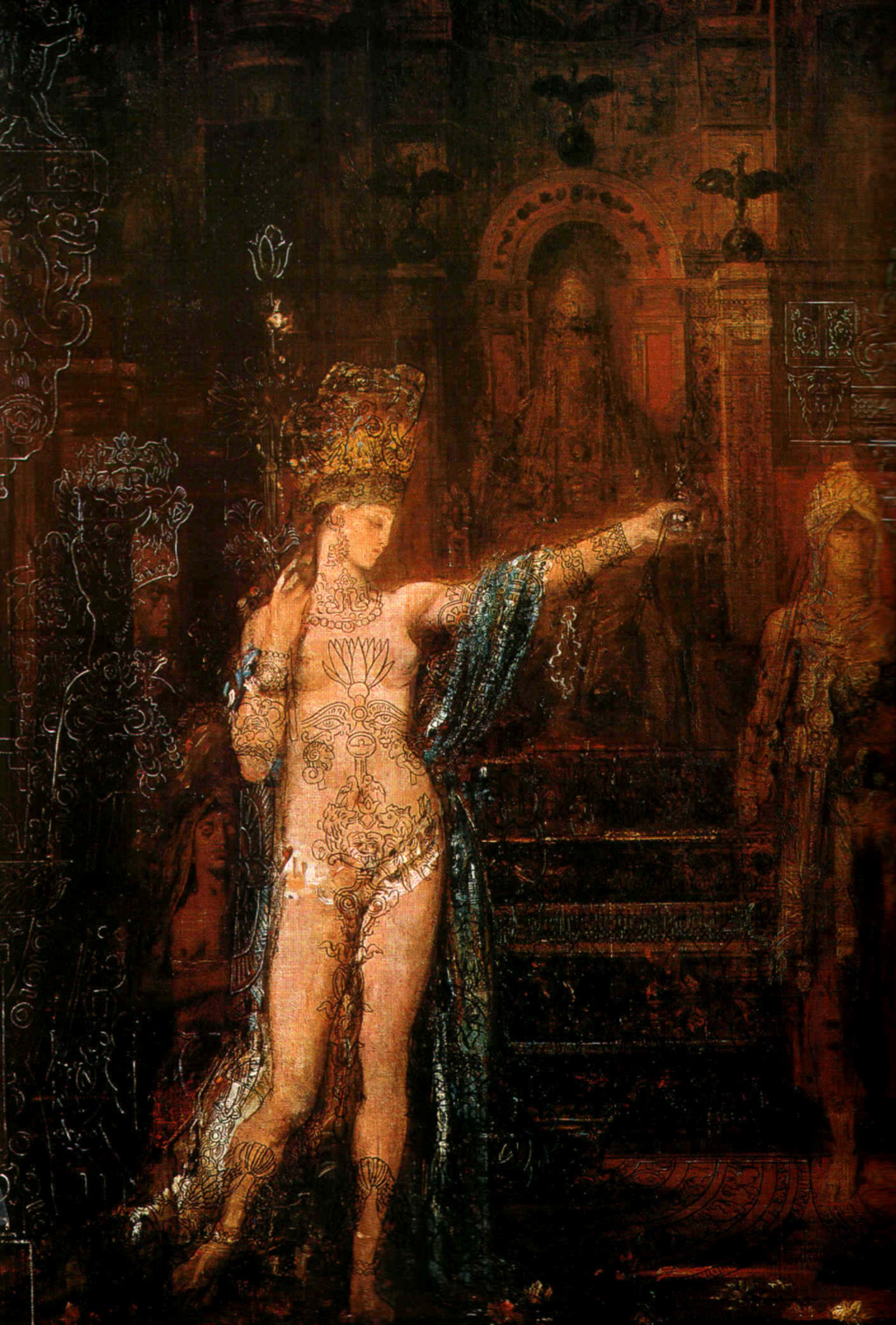
Salomé, 1871
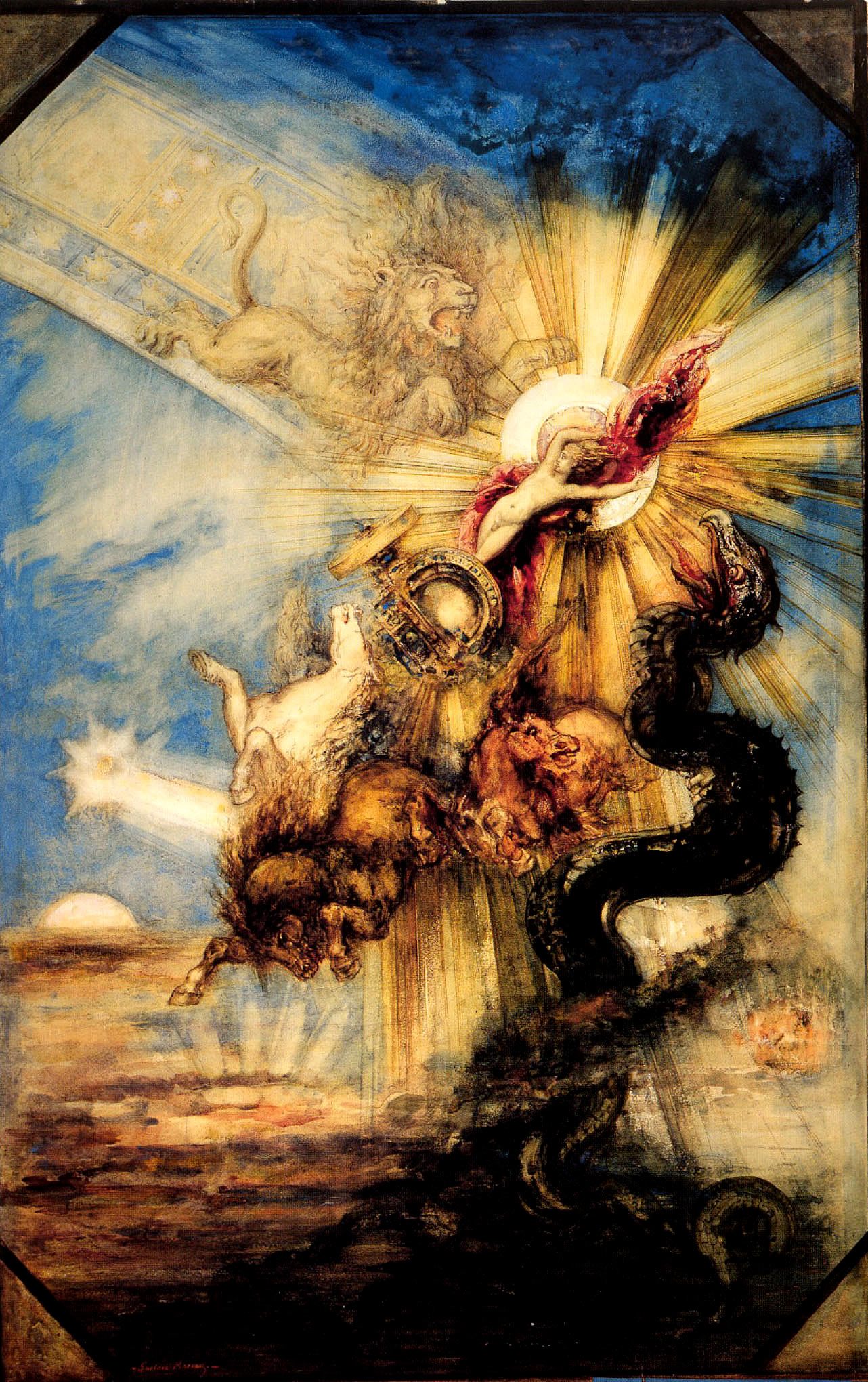
Faethón, 1878
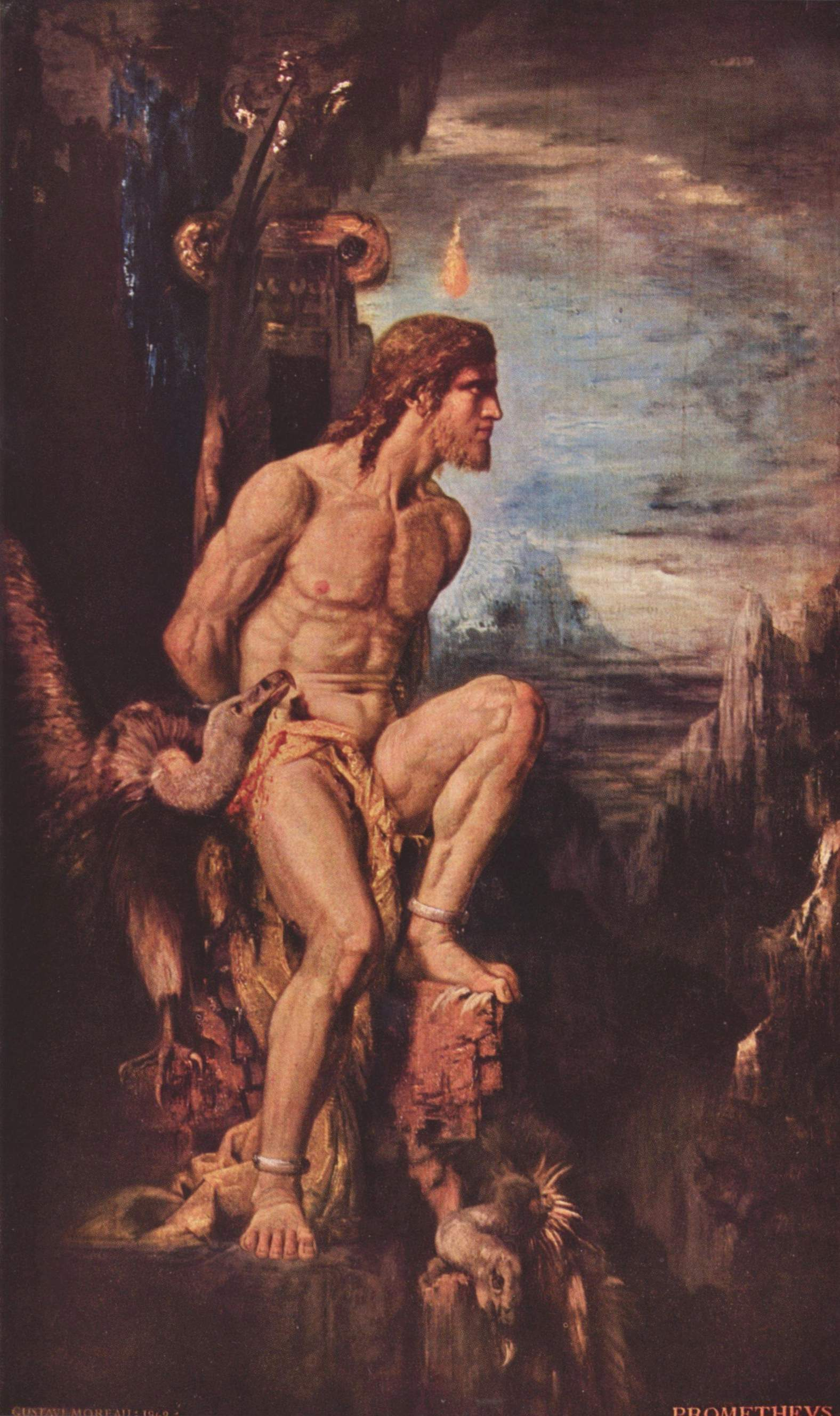
Prométheus, 1868
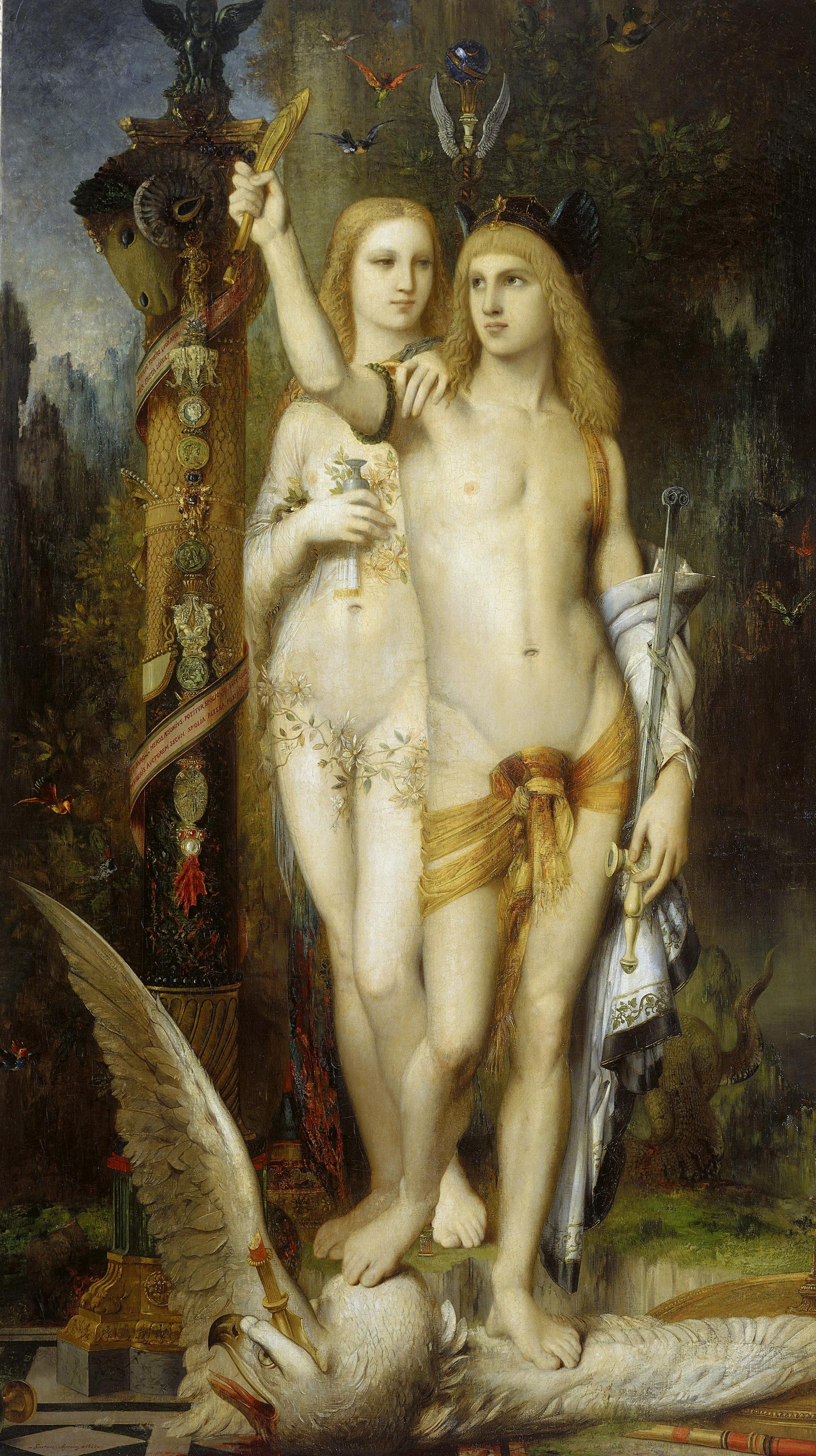
Iásón a Médeia, 1865